# Wenceslao Díaz Zárate
José Wenceslao Díaz Zárate (Xalapa Veracruz, México 4 de abril de 1987) es un futbolista mexicano que juega en la demarcación de lateral derecho; actualmente no tiene club.

## Trayectoria
Se formó en las categorías interiores del Club de Fútbol Pachuca donde estuvo en sus fuerzas básicas y en la Universidad de Fútbol donde mostraría sus cualidades en el medio campo haría su debut como jugador de primera división el sábado 17 de abril de 2010 en el empate como local de los tuzos da unos frente al Deportivo Toluca pese a que jugó los 90 minutos del encuentro sería el único partido y torneo que disputaría con el cuadro hidalguense y se la pasó militando en su equipo Sub-20 y el los clubes de la segunda división profesional como son los Titanes de Tulancingo y Tampico Madero.
Sus destacadas actuaciones lo hicieron contratarse con el Universidad de Guadalajara de la liga de ascenso donde fue logrando un lugar dentro del equipo y logró el ascenso a primera división.

### Clubes
| Club                           | País                | Año             | Partidos | Goles | Media |
| ------------------------------ | ------------------- | --------------- | -------- | ----- | ----- |
| Universidad de Fútbol          | México              | 2007 - 2009     | 106      | 3     | 0.03  |
| Club de Fútbol Pachuca         | México              | 2010            | 1        | 0     | 0     |
| Universidad de Fútbol (Cárnet) | México              | 2010            | 12       | 0     | 0     |
| Tampico Madero Fútbol Club     | México              | 2010            | 20       | 3     | 0.15  |
| Club León                      | México              | 2011            | 1        | 0     | 0     |
| Titanes de Tulancingo          | México              | 2011 - 2012     | 42       | 2     | 0.05  |
| Universidad de Guadalajara     | México              | 2012 - 2017     | 78       | 0     | 0     |
| Total en su carrera            | Total en su carrera | 2007 - Presente | 260      | 8     | 0.03  |